# 水底情深
是一部2017年美國奇幻愛情片，由吉勒摩·戴托羅執導和監製，並與瓦内莎·泰勒共同撰寫劇本。電影主演包括莎莉·霍金斯、麥可·夏儂、李察·傑金斯、道格·瓊斯、麥可·斯圖巴與奧塔薇亞·史班森。故事設定於1962年的巴爾的摩，講述在一個高度設防的政府實驗室裡，一個喑啞清潔女工愛上被捕獲的人形兩棲類生物。
該片最先於2017年8月31日的第74屆威尼斯影展上的主要比賽部分首映，獲得最高榮譽的金獅獎比賽中的最佳電影。它亦於2017年多倫多國際影展上展出，並定於2017年12月1日在美國紐約市的兩家影院作有限上映，直到12月8日才廣泛上映，全球賺得1.85億美元。2018年3月6日，由導演吉勒摩·戴托羅與丹尼爾·克勞斯推出共同撰寫的小說衍生作品。
電影廣受好評，影評人對其演員的演技、劇本、故事、製作設計和配樂多有讚賞，許多評論家稱它為導演吉勒摩·戴托羅自《魔間迷宮》後最佳的電影。美國電影學會將其選為2017年美國電影學會獎的年度10大電影之一。
在第90屆奧斯卡金像獎中，此片獲得13項提名，包括最佳影片、最佳導演、最佳原創劇本、最佳女主角（莎莉·霍金斯）、最佳男配角（李察·傑金斯）及最佳女配角（奧塔薇亞·史班森），并最终赢得了最佳影片、最佳導演、最佳原创音乐与最佳美术设计四个奖项，成为最大赢家。在第75屆金球獎上，該片有七項大獎提名，贏得了最佳導演和最佳原創配樂。在第71屆英國電影學院獎頒獎典禮上，電影獲得包括最佳影片的12項提名，並獲得三個獎項，包括最佳導演。

## 劇情
伊莉莎·埃斯波西托在孩提時候是一名在河邊被發現的棄嬰，她被人發現時其頸部上有三道離奇的傷疤，這讓她成為要靠手語來溝通的啞女。於1962年的冷戰時期，成年的伊莉莎獨居在巴爾的摩一座劇院上方的公寓裏，並在一間美國政府秘密實驗室裏做清潔人員。她的好友分別是她的鄰居基爾斯，一位懂手語而跟伊莉莎幾乎是無話不談的廣告插畫家；以及她的工作同事莎爾達，一位幽默並同樣懂手語、但在家中得不到丈夫尊重的黑人女性。一日，實驗室裏接收一隻盛載於水箱中的神秘類人兩棲生物，其從南美亞馬遜一帶的河流裏找到，並由政府指派的軍官李察·史崔克蘭上校看管。對該生物“兩棲人”產生好奇的伊莉莎，於工作期間經常秘密到實驗室裏去看望牠，逐漸對牠產生情誼後，開始將手語、食物和喜愛的音樂等事物供牠分享，兩者便建立起一種曖昧的關係。
心狠手辣的史崔克蘭不斷以實驗為名來虐待兩棲人，其上將法蘭克·霍伊特為了讓該生物在迎面到來的太空競賽中取得優勢，命令史崔克蘭儘快將其活体解剖。而參與該項目的科學家羅伯特·霍夫斯特勒，其實身為一位名為狄米崔·莫森科夫的蘇聯間諜，他無法懇求史崔克蘭等人保留這隻生物的性命以供進一步研究，就連他的蘇聯監管人都命令他將生物以藥物安樂死。伊莉莎無意間偷聽到史崔克蘭即將解剖兩棲人，說服基爾斯協助她，基爾斯原本不情願，但度完感情和工作上皆失意的一天後才決定幫她。隔天，伊莉莎通過維修通道準備將兩棲人秘密運出去，發現她計畫的霍夫斯特勒因為不情願該生物遭解剖，為她提供鐵鏈鑰匙以及生物所需的特殊化學物質。莎爾達發現她的行蹤後本是強烈反對，但後來還是心軟而協助伊莉莎，讓她用基爾斯的車成功將兩棲人救出實驗室。
伊莉莎將兩棲人放入自家浴缸裏，在水裏加入鹽和化學物質後才讓牠穩定情況，並計劃在幾天後的大雨潮漲時，把牠帶到附近的碼頭運河藉以回歸大海。而史崔克蘭為了尋回兩棲人而找來伊莉莎等人詢問，但他之前对伊莉莎的性暗示失败而妨礙他的判斷，並停止進行進一步審訊。回到公寓，基爾斯繪畫兩棲人時睡著，醒來後卻發現兩棲人吃掉他的一隻貓，兩棲人受驚嚇而抓傷基爾斯，並跑出公寓至一樓無人的劇院裏。趕回家的伊莉莎來到劇院安撫牠情緒後將其帶回家，兩棲人靠觸摸基爾斯頭頂而讓他奇跡般地痊癒傷勢以及長出頭髮。伊莉莎與人形生物在此期間發展成戀人關係，並幾次在浴室裡發生性關係，一次還將整座浴室灌滿水變成水池來發生關係。
史崔克蘭被霍伊特將軍發出最後通牒，在36小時內若是尋不回生物就等著革職處分。而霍夫斯特勒對他的監管人謊稱生物已被他安樂死，得知他因為任務完成而將在兩天後撤離美國。眼看兩棲人放生日子將至，但伊莉莎發現牠的健康狀況開始惡化。當霍夫斯特勒來到指定地點準備撤離時，他的兩個監管人卻決定殺死他滅口，而跟蹤霍夫斯特勒來此的史崔克蘭殺死兩名監管人後，得知他是蘇聯間諜而開始拷問他，霍夫斯特勒重傷死前供出伊莉莎和莎爾達。史崔克蘭便沖入莎爾達家中實施威脅，導致她的膽小丈夫講出伊莉莎藏匿生物。
莎爾達馬上通知伊莉莎離開家裡，讓史崔克蘭沒來得及趕到，但他還是從日曆備忘錄上得知她將於碼頭放生兩棲人。伊莉莎正在和兩棲人告別時，史崔克蘭趕到後大開殺戒，伊莉莎和兩棲人雙雙被槍擊中。然而，兩棲人不久後站起並自我復原傷勢，一爪劃開史崔克蘭喉嚨而殺死他。在莎爾達帶領警察趕到現場時，兩棲人帶著伊莉莎跳入水中，讓牠於水裏幫伊莉莎復原傷勢，並將她頸部的三道傷疤變成鰓，讓她得以在水中呼吸並和牠相擁。之後，基爾斯靠一首詩句敘述伊莉莎和兩棲人之間的戀情，並相信伊莉莎跟生物「從此幸福快樂地生活在一起」。

## 演員
| 演員                            | 角色                                     | 備註 |
| 莎莉·霍金斯 Sally Hawkins       | 伊莉莎·埃斯波西托 Elisa Esposito         | 一位自小因頸部傷痕、必須靠手語來和人溝通的啞女，在實驗室作清潔人員時偶然遇見“兩棲人”，和牠產生曖昧乃至成為“戀人關係”。    |
| 麥可·夏儂 Michael Shannon       | 李察·史崔克蘭 Col. Richard Strickland    | 美軍上校，政府指派監視兩棲人研究工作的官方，他待人冷血無情、價值觀保守，認為這個兩棲人是褻瀆上帝的存在。                  |
| 李察·傑金斯 Richard Jenkins     | 基爾斯 Giles                             | 插畫家，同時也是伊莉莎的鄰居好友，一位生活艱苦、還未出櫃的男同性戀者，跟伊莉莎幾乎是無話不談。                            |
| 奧塔薇亞·史班森 Octavia Spencer | 莎爾達·達利拉·富勒 Zelda Delilah Fuller  | 伊莉莎的同事，和她同是實驗室裏的清潔人員，待人幽默熱心，工作時經常充當伊莉莎的手語翻譯。                                  |
| 麥可·斯圖巴 Michael Stuhlbarg   | 羅伯特·霍夫斯特勒 Dr. Robert Hoffstetler | 負責研究兩棲人的科學家，而他實為一名蘇聯間諜，本名「狄米崔·莫森科夫（Dimitri Mosenkov）」，對兩棲人富有科學精神和同情心。 |
| 道格·瓊斯 Doug Jones            | “兩棲人” "Amphibian Man"                 | 一隻來自南美的類人兩棲生物，又稱「資產」，關在實驗室期間和伊莉莎相識，因為有高等智慧，因此也對伊莉莎“產生好感”。          |
| 大衛·惠利特 David Hewlett       | 佛萊明 Fleming                           | 兩棲人所在的實驗室保全主管，伊莉莎和莎爾達的上司。                                                                        |
| 尼克·西塞 Nick Searcy           | 法蘭克·霍伊特 Gen. Frank Hoyt            | 美軍五星上將，史崔克蘭的上級長官。                                                                                        |
| 奈傑·班尼特 Nigel Bennett       | 馬霍考夫 Mihalkov                        | 蘇聯人，身為霍夫斯特勒的監管人。                                                                                          |
| 史都華·阿諾特 Stewart Arnott    | 伯納德 Bernard                           | 基爾斯的雇主和前愛人。 |
| 蘿倫·李·史密斯 Lauren Lee Smith | 伊蓮恩·史崔克蘭 Elaine Strickland        | 史崔克蘭的妻子，育有兩個孩子。                                                                                            |
| 馬丁·羅奇 Martin Roach          | 布魯斯特·富勒 Brewster Fuller            | 莎爾達的丈夫，表面看似強勢，但受到威脅時會退縮。                                                                          |

## 製作

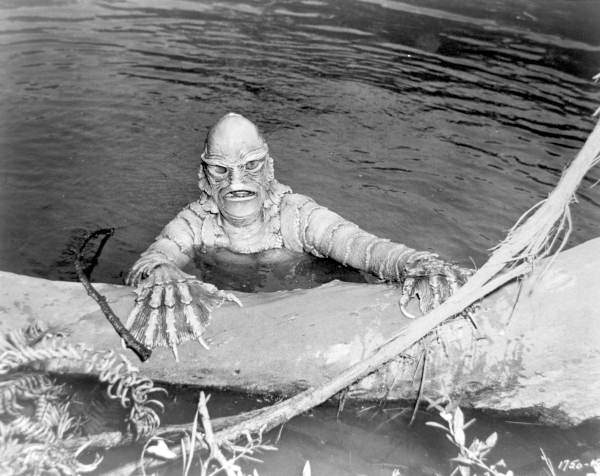
《黑湖妖》中怪物的概念是導演戴托羅的靈感來源。

《忘形水》的創作意念是來自吉勒摩·戴托羅與丹尼爾·克勞斯於2011年的一次早餐中想出來的，後來二人合寫了小說《巨魔獵手》。它顯示跟2015年的短片《The Space Between Us》，及雷切爾·英格爾斯的小說《卡利班太太》有些相似之處。它的主要靈感來自戴托羅看過《黑湖妖》的兒時回憶，以及希望看到怪物和凱·勞倫斯（由朱莉·亞當斯飾演）成功的浪漫。當戴托羅跟環球影業會談重製《黑湖妖》的導演時，他嘗試推出一個側重於怪物視角的版本，怪物最終與女主角在一起，但工作室負責人拒絕了這個概念。
戴托羅把電影設定於1960年冷戰時期，以抵消今天日益加劇的緊張局勢，他指：「如果我在1962年曾經說過，它會成為困擾時代的童話故事。人們可以更放下警惕，聽故事，聽聽角色，並談論這些問題，而不是問題的情況。」
2016年3月17日，《好萊塢報導》證實，戴托羅將計劃執導和編劇一部驚悚片，電影由福斯探照燈影業製作。奧塔薇亞·史班森已確認參演，麥可·斯圖巴加入演出。2016年5月6日，麥可·夏儂與莎莉·霍金斯將會擔任主演。後來，片名被證實為《The Shape of Water》。戴托羅在接受《好萊塢報導》的採訪時證實，和他時常合作的演員道格·瓊斯將會在片中飾演主要角色。
主要攝影於2016年8月15日在多倫多及咸美頓開始進行，並於2016年11月6日結束拍攝。在接受《IndieWire》有關電影的訪問時，戴托羅說：「這部電影對我來說是一部治癒的電影......在过去的九部电影中我重复讲述了我童年时的恐惧、我童年时的梦想，而这是我第一次作为成年人来开口讲，关于一些让作为成年人的我感到忧虑的事情。我讲述了信任、相异、性、爱情、及我们的发展方向。這些都不是我在九歲或七歲時所擔心的東西。」
2016年12月，宣布亞歷山大·戴斯培被聘來擔任電影配樂的作曲人。
由於此電影的拍攝預算只有1,930萬美元，尚不及2千萬美元，故被媒體形容為低成本製作的電影。為了節省開支，劇組還借用了電視劇《活屍末日》的攝影棚。電影裡的許多水中場景其實都是採用所謂「濕片乾拍」（dry for wet）的方法，即利用鋼絲、煙霧及電腦動畫後製營造出水中的效果，但並非真的在水底拍攝。

## 原聲
亞歷山大·達士勒是電影配樂的作曲人，而配樂於《第90屆奧斯卡金像獎》贏得最佳原創音樂獎。

### 原聲碟
| 曲目表   | 曲目表                                                   | 曲目表  |
| 曲序     | 曲目                                                     | 时长    |
| -------- | -------------------------------------------------------- | ------- |
| 1.       | 忘形水（The Shape of Water）                             | 3:42    |
| 2.       | 你永遠不會知道（You'll Never Know）（feat. 芮妮·弗萊明） | 4:38    |
| 3.       | 怪物（The Creature）                                     | 1:46    |
| 4.       | 伊莉莎的主題（Elisa's Theme）                            | 2:36    |
| 5.       | 手指（Fingers）                                          | 2:09    |
| 6.       | 間諜的會面（Spy Meeting）                                | 1:42    |
| 7.       | 伊莉莎與莎爾達（Elisa and Zelda）                        | 1:10    |
| 8.       | 五星將軍（Five Stars General）                           | 1:31    |
| 9.       | 愛的寂靜（The Silence of Love）                          | 1:35    |
| 10.      | 蛋（Egg）                                                | 2:13    |
| 11.      | 這樣不好（That Isn't Good）                              | 1:43    |
| 12.      | 水底下的吻（Underwater Kiss）                            | 2:12    |
| 13.      | 逃跑（The Escape）                                       | 10:57   |
| 14.      | 看看露芙（Watching Ruth）                                | 2:18    |
| 15.      | 禮儀（Decency）                                          | 2:23    |
| 16.      | 他為你而來（He's Coming For You）                        | 1:39    |
| 17.      | 愛的溢出（Overflow of Love）                             | 2:56    |
| 18.      | 沒有你（Without You）                                    | 2:30    |
| 19.      | 下雨天（Rainy Day）                                      | 3:12    |
| 20.      | 沒有聲音的公主（A Princess Without a Voice）             | 1:50    |
| 21.      | La Javanaise（瑪德琳·佩魯）                              | 4:10    |
| 22.      | 我知道為何（那麼你呢）（格倫·米勒與他的樂團）            | 2:58    |
| 23.      | 奇卡奇卡熱潮別緻（卡門·米蘭達）                          | 2:19    |
| 24.      | Babalú（卡特里納·瓦倫特 及 西爾維奧弗朗西斯科）          | 2:51    |
| 25.      | 夏天地方的主題（安迪·威廉斯）                            | 2:34    |
| 26.      | 你永遠不會知道（feat. 芮妮·弗萊明 [不同版本]）           | 6:49    |
| 总时长： | 总时长：                                                 | 1:16:23 |

### 中國大陸地區電影推廣曲
| 曲序 | 曲目                                      |              | 作曲         | 演唱 | 时长 |
| ---- | ----------------------------------------- | ------------ | ------------ | ---- | ---- |
| 1.   | 水形物語 （The Shape of Water）（推廣曲） | 祁辛、崔克檐 | 祁辛、崔克檐 | 周深 | 4:00 |

## 發行
電影由福斯探照燈影業負責發行，並定於2017年12月8日在美國上映；此前，該片會先於2017年12月1日在紐約市的兩間戲院作有限上映。

### 票房
截至2018年6月5日，電影在北美收益為6385萬美元，而其他地方為1.31億美元，合共1.94億美元。
在三個星期的有限上映賺得460萬美元後，電影於2017年12月22日廣泛上映，同時期其他電影有《縮水人間》、《完美巨聲幫3》和《父親形象》，以及傳統大制作傳記片《黑暗對峙》，在周末從726家影院賺得300萬美元，在4天的聖誕檔期共賺得440萬美元。隨後的周末，這部電影賺了350萬美元。在2018年1月27日的周末，隨著電影獲得13項奧斯卡提名公佈，電影新增到1,000多個影院上映（總數為1,854個），並賺得590萬美元（較前一周的220萬增加了171%），排名第8位。在2018年3月9日至11日的周末，隨著電影獲得4個奧斯卡獎項，電影賺得$240萬美元，它比前一周的150萬美元增加了64％，與去年最佳電影的得獎者《月亮喜歡藍》所賺到250萬美元的情況相似。

### 評價

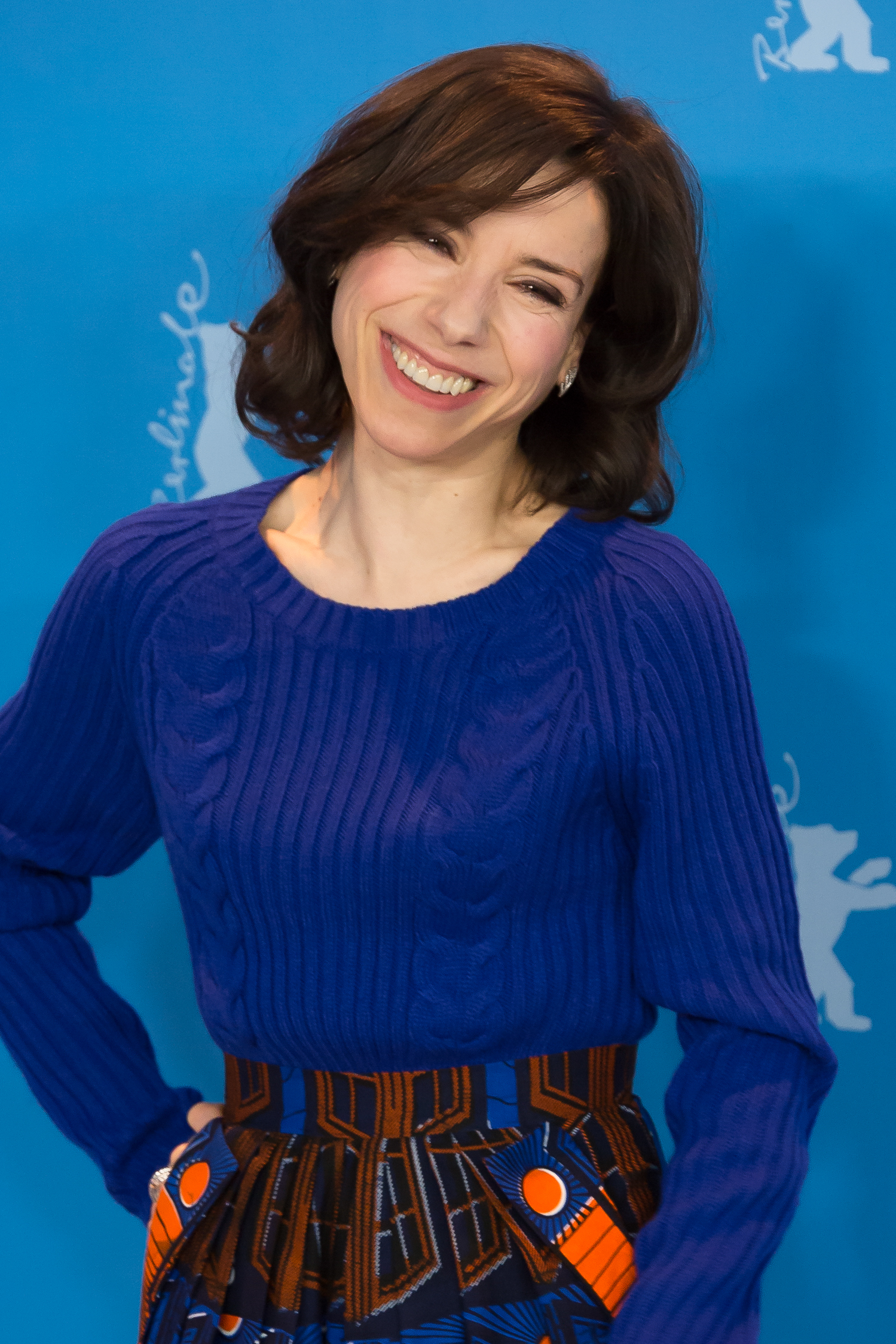
莎莉·霍金斯的表現贏得了廣泛好評，她因此獲得奧斯卡最佳女主角獎的提名。

在評論網站《爛番茄》，電影根據343個評論，獲得92%的支持率，平均得分為8.4／10。該網站的關鍵共識寫道：「從《忘形水》中發現到導演吉勒摩·戴托羅的視覺上與眾不同 — 並透過莎莉·霍金斯的演出帶來生動的情感，與故事互相匹配。」觀眾亦給予平均85%的高評價。在《Metacritic》上，根據53個評論，電影獲得平均得分為87/100，顯示為「普遍好評」。根據《CinemaScore》，在A+到F的評級範圍內，40歲以下的觀眾給予電影A+至A的評級，而40歲以上的觀眾給予電影A至A-的評級。根據ComScore報導，觀眾給了這部電影80％的總體正面評價。
《IndieWire》的本·克羅爾（Ben Croll）給這部電影「A」的評價，並稱之為「戴托羅最令人驚嘆的成功作品之一......這也是完全感覺到一個創意大師的強大的視野，自由快樂。」為《滾石雜誌》寫文章的彼得·崔維斯在4星的評分中給了3.5顆星，他讚賞霍金斯的表現、攝影和戴托羅的執導方向，並說：「即使電影陷入了痛苦和悲劇之中，這兩個不可能的戀人在核心關係之間把我們束縛在一起。戴托羅羅是世界級的電影藝術家。試圖分析他是如何做到是沒有意義的。」對於明尼蘇達日報，海莉·貝內特（Haley Bennett）積極回應，她寫道：「《忘形水》對戴托羅的電影有著不尋常的溫柔...雖然《忘形水》並非具有突破性，它是優雅和迷惑的。」
反過來，《纽约观察家报》的雷克斯·里德在4星的評分中給了這部電影1顆星，並稱它為「寫廢話瘋狂的呆頭」，並引用《彩繪心天地》中霍金斯的角色，形容殘疾人士為「有缺陷的生物」。里德的評論指莎莉·霍金斯的啞巴角色為「精神上的殘疾」，並錯誤地把演員班尼西歐·狄奧·托羅列為導演。
《忘形水》在第74屆威尼斯影展上首映後大獲好評，有許多人稱它是戴托羅繼《羊男的迷宮》後最好的作品，並對莎莉·霍金斯的演出表示讚賞。

## 外部連結
- 互联网电影数据库（IMDb）上《水底情深》的资料（英文）
- 爛番茄上《水底情深》的資料（英文）
- 时光网上《水底情深》的資料（简体中文）
- 豆瓣电影上《水底情深》的資料 （简体中文）
- Yahoo奇摩電影上《水底情深》的資料（繁體中文）
- 雅虎香港電影上《水底情深》的資料（繁體中文）